# Amagiri (tàu khu trục Nhật)
Amagiri (tiếng Nhật: 天霧) là một tàu khu trục hạng nhất của Hải quân Đế quốc Nhật Bản, thuộc lớp Fubuki bao gồm hai mươi bốn chiếc, được chế tạo sau khi Chiến tranh Thế giới thứ nhất kết thúc. Khi được đưa vào hoạt động, những con tàu này là những tàu khu trục mạnh mẽ nhất thế giới. Chúng phục vụ như những tàu khu trục hàng đầu trong những năm 1930, và tiếp tục là những vũ khí lợi hại trong cuộc Chiến tranh Thái Bình Dương. Amagiri từng tham gia nhiều hoạt động trong những năm chiến tranh trước khi bị chìm do trúng phải thủy lôi gần Borneo vào ngày 23 tháng 4 năm 1944 trong Chiến tranh Thế giới thứ hai. Chiếc tàu khu trục này trở nên nổi tiếng vì đã húc chìm tàu tuần tra phóng lôi PT-109 được chỉ huy bởi vị Tổng thống Hoa Kỳ tương lai John F. Kennedy.

## Thiết kế và chế tạo
Việc chế tạo lớp tàu khu trục Fubuki tiên tiến được chấp thuận vào năm tài chính 1923 như một phần của chương trình có tham vọng cung cấp cho Hải quân Đế quốc Nhật Bản một ưu thế về chất lượng so với những tàu chiến hiện đại nhất của thế giới. Khả năng thể hiện của lớp Fubuki là một bước nhảy vọt so với các thiết kế tàu khu trục trước đó, nên chúng được gọi là các "tàu khu trục đặc biệt" (tiếng Nhật: 特型 - Tokugata). Kích thước lớn, động cơ mạnh mẽ, tốc độ cao, bán kính hoạt động lớn và vũ khí trang bị mạnh chưa từng có khiến cho các tàu khu trục này có được hỏa lực tương đương nhiều tàu tuần dương hạng nhẹ của hải quân các nước khác. Amagiri, được chế tạo tại hãng đóng tàu Ishikawajima ở Tokyo, là chiếc thứ năm của một loạt tàu được cải tiến, bao gồm kiểu tháp pháo có thể nâng các khẩu pháo chính 127 mm (5 inch)/50 caliber Kiểu 3 lên một góc 75° so với nguyên thủy 40°, cho phép sử dụng chúng như pháo lưỡng dụng có thể chống lại máy bay.
Amagiri được đặt lườn vào ngày 28 tháng 11 năm 1928. Nó được hạ thủy vào ngày 27 tháng 2 năm 1930 và đưa ra hoạt động vào ngày 10 tháng 11 năm 1930. Nguyên được dự định mang số hiệu đơn giản là "Tàu khu trục số 49", nó được hoàn tất dưới tên gọi Amagiri.
Sự cố đối với Hạm đội 4 Hải quân Đế quốc Nhật Bản, khi một số lớn tàu chiến bị hư hại bởi một cơn bão, xảy ra không lâu sau khi Amagiri được đưa vào hoạt động, và nó cùng với các tàu chị em nhanh chóng được cho quay trở lại ụ tàu để gia cường thêm lườn tàu.

## Lịch sử hoạt động
Vào năm 1937, Amagiri hỗ trợ cho các cuộc đổ bộ lực lượng Nhật Bản lên Thượng Hải và Hàng Châu. Từ năm 1940, nó được phân công tuần tra dọc theo bờ biển và hỗ trợ cho việc đổ bộ lên miền Nam Trung Quốc, và sau đó là việc chiếm đóng Đông Dương thuộc Pháp.
Vào lúc xảy ra cuộc tấn công Trân Châu Cảng, Amagiri được phân về Hải đội Khu trục 20 thuộc Đội khu trục 3 của Hạm đội 1 Hải quân Đế quốc Nhật Bản, và được bố trí từ Quân khu Hải quân Kure đến cảng Samah trên đảo Hải Nam. Từ ngày 4 tháng 12 năm 1941 cho đến cuối năm, Amagiri hỗ trợ cho các chiến dịch đổ bộ lực lượng Nhật Bản lên Malaya, và nằm trong thành phần hộ tống để hỗ trợ cho các hoạt động đổ bộ lên Banka-Palembang. Vào cuối tháng 2, Amagiri hỗ trợ cho các hoạt động quét mìn chung quanh Singapore và Johore.
Trong tháng 3, Amagiri tham gia vào lực lượng chiếm đóng phía Bắc Sumatra vào ngày 12 tháng 3 và chiếm đóng quần đảo Andaman vào ngày 23 tháng 3. Trong cuộc không kích Ấn Độ Dương, cùng với các tàu tuần dương hạng nặng Mogami và Mikuma, Amagiri được ghi nhận đã tham gia đánh chìm ba tàu buôn. Từ ngày 13 đến ngày 22 tháng 4, nó đi ngang qua Singapore và vịnh Cam Ranh quay trở về Xưởng hải quân Kure để bảo trì.
Trong thời gian diễn ra trận Midway, Amagiri tham gia lực lượng chiếm đóng quần đảo Aleut, và sau đó đặt căn cứ tại Amami-Ōshima để tuần tra các vùng biển phía Nam. Đến tháng 7 năm 1942, Amagiri lên đường từ Amami-Oshima đến quân khu bảo vệ Mako, Singapore, Sabang và Mergui nhằm chuẩn bị cho một cuộc không kích Ấn Độ Dương thứ hai. Kế hoạch này bị hủy bỏ do việc lực lượng Đồng Minh đổ bộ lên Guadalcanal, và Amagiri được gửi đến Truk, và đến nơi vào cuối tháng 8.
Sau trận chiến Đông Solomon vào ngày 24 tháng 8, Asagiri nhận lên tàu binh lính từ các tàu vận tải đang khi ngoài biển, và hướng đến Guadalcanal. Trong hoạt động này, nó bị tấn công ở cách 110 km (60 hải lý) về phía Đông Bắc đảo Savo bởi những máy bay ném bom bổ nhào SBD Dauntless của Thủy quân Lục chiến Mỹ cất cánh từ sân bay Henderson tại Guadalcanal. Cuộc không kích đã đánh chìm tàu khu trục chị em Asagiri và làm hư hại nặng Shirakumo. Sau khi vớt những người sống sót của Asagiri, nó đã kéo Shirakumo đến Shortland. Sau đó Amagiri thực hiện nhiều chuyến "Tốc hành Tokyo", những chuyến đi vận chuyển tốc độ cao, đến nhiều địa điểm khác nhau trong khu vực quần đảo Solomon trong tháng 9.
Mặc dù được phân về Hạm đội 8 Hải quân Đế quốc Nhật Bản vào tháng 10, Amagiri vẫn tiếp tục được sử dụng cho các nhiệm vụ "Tốc hành Tokyo" cho đến cuối năm. Sau trận Hải chiến Guadalcanal vào các ngày 14-15 tháng 11 năm 1942, nó đã hỗ trợ cho tàu khu trục Mochizuki trong việc cứu vớt khoảng 1.500 người sống sót từ các tàu vận tải Canberra Maru và Nagara Maru, và đã hộ tống chiếc Sado Maru bị hư hại đi đến Shortland. Nó quay trở về Xưởng hải quân Kure vào giữa tháng 1 năm 1943 để sửa chữa.
Amagiri quay trở lại khu vực Rabaul vào tháng 3 năm 1943, và tiếp nối các nhiệm vụ vận chuyển tốc độ cao. Vào ngày 7 tháng 4, nó bị máy bay ném bom B-17 Flying Fortress của Không lực Mỹ tấn công, làm thiệt mạng 10 người. Trong trận chiến vịnh Kula vào ngày 5-6 tháng 7, Amagiri đụng độ với một lực lượng tàu tuần dương và tàu khu trục Mỹ trong khi thực hiện một nhiệm vụ vận chuyển binh lính đến Kolombangara. Nó bị bắn trúng năm phát đạn pháo, làm thiệt mạng 10 người. Sau trận đánh, nó tìm cách vớt những người còn sống sót từ chiếc tàu khu trục Niizuki, nhưng bị truy đuổi bởi các tàu khu trục Mỹ Nicholas và Radford, nên nó phải quay về Rabaul để sửa chữa.
Amagiri tiếp tục được sử dụng trong các nhiệm vụ "Tốc hành Tokyo" cho đến cuối năm 1943. Nó đối đầu với các tàu khu trục Mỹ trong trận chiến mũi St. George vào cuối tháng 11, nhưng đã thoát được sự săn đuổi của các tàu khu trục Mỹ dưới sự chỉ huy của Đại tá Hải quân Arleigh Burke. Vào ngày 7 tháng 12, nó va chạm với tàu khu trục Akikaze gần Kavieng, làm hư hại mũi tàu. Được gửi về Xưởng hải quân Kure để sửa chữa vào tháng 1 năm 1944, chiếc tàu khu trục được tái bố trí về Hạm đội khu vực Tây Nam vào tháng 3 và đặt căn cứ tại Singapore để hoạt động hộ tống cho các nhiệm vụ vận tải tại khu vực Tây của lãnh thổ Đông Ấn thuộc Hà Lan. Vào ngày 23 tháng 4, sau khi cùng với tàu tuần dương hạng nặng Aoba và tàu tuần dương hạng nhẹ Ōi rời Singapore hướng đến Davao, Amagiri trúng phải một quả thủy lôi trong eo biển Makassar ở cách 102 km (55 hải lý) về phía Nam Balikpapan, ở tọa độ 02°10′N 116°45′Đ / 2,167°N 116,75°Đ. Vì trải qua gần hai giờ trước khi chìm, con tàu chỉ chịu đựng ít tổn thất về nhân mạng.
Vào ngày 10 tháng 6 năm 1944, Amagiri được rút khỏi danh sách Đăng bạ Hải quân.

### John F. Kennedy và chiếcPT-109
Vào ngày 2 tháng 8 năm 1943, trong khi quay trở về sau một chuyến "Tốc hành Tokyo" ban đêm nhằm tăng cường lực lượng trú đóng cho Vila, Amagiri đã húc và đánh chìm chiếc tàu tuần tra phóng lôi PT-109 do vị Tổng thống Hoa Kỳ tương lai John F. Kennedy chỉ huy. Nhiều người tin rằng thậm chí chiếc tàu khu trục còn không nhận biết sự hiện diện của PT-109, vốn khó nhận biết do kích thước nhỏ và không có ánh sáng. Tuy nhiên, tác giả Robert J. Donovan, sau khi đã phỏng vấn nhiều người trong thủy thủ đoàn, đi đến kết luận rằng đây không phải là một tai nạn, kể cả đã nói chuyện với người hoa tiêu cầm lái vốn đã nhận được lệnh bẻ lái để húc vào chiếc PT. Amagiri cũng đã từng chạm trán với những chiếc PT boat khác trong eo biển Blackett về phía Nam Kolombangara. Thiếu tá Hải quân Kohei Hanami, người chỉ huy chiếc Amagiri trong thời gian đó, đã có mặt trong buổi lễ nhậm chức của Tổng thống Kennedy vào năm 1961.
Sự kiện này đã được công bố trong một quyển sách, một bộ phim, và thậm chí là một bài hát đạt được "top hit", khiến cho Amagiri có thể trở thành tàu Nhật Bản duy nhất đạt được mười thứ hạng đầu trong bảng American Top 40.

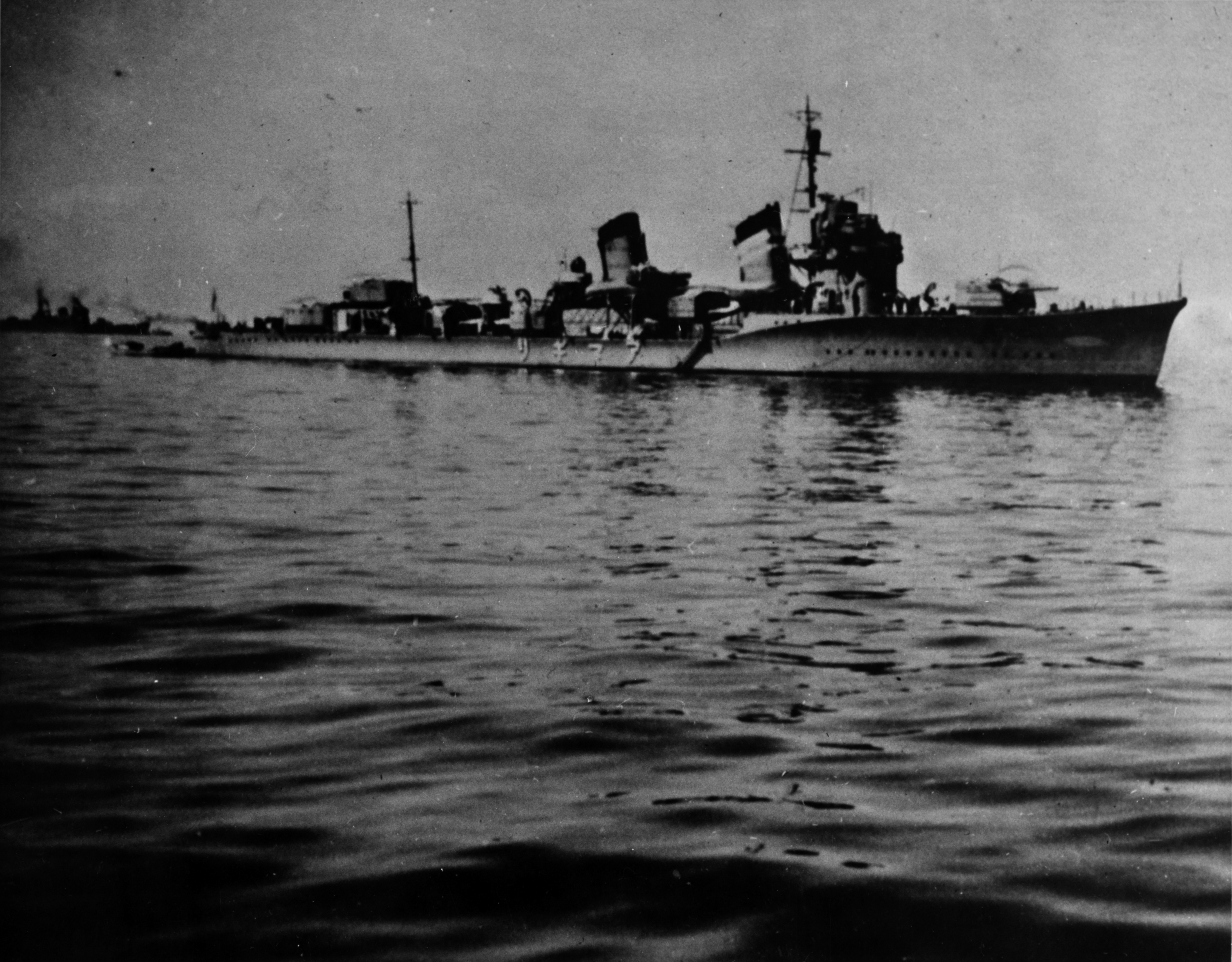
Hình ảnh của Hải quân Mỹ về chiếc Amagiri trước chiến tranh

## Danh sách thuyền trưởng
- Trung tá Keikichi Chigusa (sĩ quan trang bị trưởng): 20 tháng 6 năm 1930 - 10 tháng 12 năm 1930
- Trung tá Keikichi Chigusa: 10 tháng 12 năm 1930 - 1 tháng 12 năm 1931
- Trung tá Sueto Hirose: 1 tháng 12 năm 1931 - 16 tháng 5 năm 1932
- Thiếu tá Yoshio Kanemasu: 16 tháng 5 năm 1932 - 1 tháng 12 năm 1932; thăng Trung tá
- Thiếu tá Hoàng tử Hiroyoshi Fushimi: 1 tháng 12 năm 1932 - 10 tháng 10 năm 1933
- Trung tá Toshimi Sato: 10 tháng 10 năm 1933 - 15 tháng 10 năm 1935
- Trung tá Ko Nakagawa: 15 tháng 10 năm 1935 - 1 tháng 12 năm 1936
- Trung tá Hiroshi Matsubara: 1 tháng 12 năm 1936 - 12 tháng 12 năm 1936
- Thiếu tá Tameichi Hara: 12 tháng 12 năm 1936 - 1 tháng 12 năm 1937
- Thiếu tá Giichiro Nakahara: 1 tháng 12 năm 1937 - 1 tháng 9 năm 1940; thăng Trung tá 15 tháng 11 năm 1938
- Thiếu tá Buichi Ashida: 1 tháng 9 năm 1940 - 25 tháng 5 năm 1943; thăng Trung tá 15 tháng 11 năm 1940
- Thiếu tá Kouhei Hanami: 25 tháng 5 năm 1943 - 1 tháng 3 năm 1944
- Thiếu tá Gen Yoshinaga: 1 tháng 3 năm 1944 - 23 tháng 4 năm 1944